# Khan-i Khanan
Khan-i Khanan fou un títol elevat de l'Índia al sultanat de Delhi. Khan corresponia aleshores a un oficial d'alt rang (generalment un comandant de 10000 homes, un malik en manava 1000 i un amir 100). Khan Khanan volia dir "kan de kans"; fou el títol més alt (potser per sota de l'amir al-umara) i només n'existia un.
El primer que el va portar fou Mahmud, fill gran de Djalal al-Din Firuz Shah Khalji (1290-1296); també el tenia el germà de l'usurpador Khusraw Khan Barwari. Sota els mongols fou conferit sovint: Baber el va donar a Dilawar Khan, fill de Dawlat Khan Lodi. Humayun el va concedir a Bayram Khan. Quan Bayram en fou privat es va donar a Munim Khan que el va exercir al començar el regnat d'Akbar el Gran i el va mantenir fins a la seva mort el 1627. Mahabat Khan el va portar sota Jahangir (Mahabat va morir el 1634, després de Jahangir, ja sota Shah Djahan). Després fou donat a Asaf Khan (mort el 1641) i a Mir Jumla (al començament del regnat d'Alamgir).